# Тростянецький район (Сумська область)
Тростянецький район — колишній район Сумської області України. Районний центр — місто Тростянець.

## Загальна характеристика
Тростянецький район розташований у південно-східній частині Сумської області, його адміністративний центр — місто Тростянець — за 59 км від обласного центру — м. Суми. Через район проходить Південна залізниця з чотирма залізничними станціями (в м. Тростянець розташована станція Смородине) та автомобільна дорога загальнодержавного значення Суми-Олександрія.
Тростянецький район межує з Краснопільським, Охтирським, Великописарівським, Лебединським та Сумським районами Сумської області.
Рік утворення — 1939. Територія району — 1,047 тис.  км² (4,5 % території області), у тому числі сільськогосподарські угіддя 63,8 тис. га, з них рілля — 47,9 тис. га. до складу району входять 48 населених пунктів, які об'єднані в 1 міську раду, 1 районну та 16 сільських рад. Чисельність населення 39,5 тис. чол.
Територія району має густу річкову сітку (8 річок і приток) — Ворскла, Боромля, Олешня, Дернова, Люджа, Буймер, Ворсклиця. Головною річкою є Ворскла — одна з найчистіших річок в Україні (протяжність її по району 14 км). Крім того, є багато штучно створених водойм, загальна їх площа 608 га. Найбільше водоймище Дейнечне (с. Боромля), об'єм води якого більше 1 млн. м³. Крім цього, на околиці міста Тростянець розташоване Нескучанське урочище з мальовничими природними озерами.
На території Тростянецького району міститься більша частина виходів мінеральних вод. У нинішній час детально досліджені і використовуються два мінеральних джерела, які знаходяться в самому місті на території заводу мінеральних вод.

## Історія
Перші відомості про заселення території району датовані УІІІ-Х століттями, про що свідчать виявлені городище та курганний могильник сіверян.
Теперішня назва населеного пункту походить від однойменної річки Тростинки, яка перестала існувати у XIX столітті.
Є ще одна версія стосовно назви поселення. Наші пращури «тростянцями» називали сухі острівці серед заболоченої місцевості. Козацька слобода Тростянець дійсно будувалася серед боліт перед Охтирською горою у 1660 році.
Нова історія району розпочинається після поразки козацьких військ у 1652 році в битві під Берестечком, коли населення Волині, Поділля, Київщини почало переселення на землі Слобожанщини.
Основним заняттям населення було землеробство. Довгий час слободою Тростянець володіли нащадки духівника царя Петра І — Надаржинського. Пізніше Тростянець перейшов у володіння Голіциних. Саме у їхньому маєтку в 1864 році гостював молодий композитор П. Чайковський. тут він написав свій перший симфонічний твір—увертюру до опери «Гроза». У 1889 році Тростянець відвідав А. Чехов, у 1883—1885 роках тут проживав П. Грабовський.
У XIX сторіччі власником земель став цукрозаводчик Л. Є. Кеніг. З його ім'ям пов'язаний початок розвитку промисловості району. Значний поштовх до розвитку промислового будівництва дало прокладення Сумської дільниці Харківсько-Миколаївської залізниці. З'явились цукровий, лісопильний, винокурний заводи, млин та ряд інших підприємств. Напередодні революції 1917 року на підприємствах Тростянецького району працювало 2500 робітників. У радянські часи промисловість району набула значного розвитку. Було збудовано завод «Електропобутприлад», машинобудівний завод, шоколадну фабрику «Україна», продовжили свою роботу цукровий завод, деревообробний комбінат, держлісгосп, комбінат хлібопродуктів та цілий ряд інших підприємств.
Тростянеччина пишається іменами своїх видатних земляків: уродженця Тростянця письменника М.Хвильового, боромлянина поета-пісенника С.Алімова, поета Л.Татаренка. Всьому світові відомий Олімпійський чемпіон, що народився і виріс на тростянецькій землі, — В.Куц. У с. Боромля народився відомий діяч української діаспори у Австралії та Новій Зеландії Федорко Василь Омельянович.

## Адміністративний устрій
Район адміністративно-територіально поділяється на 1 міську раду та 16 сільських рад, які об'єднують 48 населений пункт та підпорядковані Тростянецькій районній раді.

## Населення
Динаміка чисельності населення Тростянецького району:
- 1970 ‒ 57 570
- 1979 ‒ 52 147
- 1989 ‒ 49 326
- 2001 ‒ 41 977
- 2012 ‒ 37 108

Розподіл населення за віком та статтю (2001):
| Стать | Всього | До 15 років | 15-24 | 25-44 | 45-64 | 65-85 | Понад 85 |
| --- | ------ | ----------- | ----- | ----- | ----- | ----- | -------- |
| Чоловіки | 19 243 | 3516        | 2503  | 5571  | 4964  | 2559  | 130      |
| Жінки | 22 792 | 3158        | 2403  | 5593  | 6000  | 5022  | 616      |
| \| Статево-вікова піраміда \| Статево-вікова піраміда \| Статево-вікова піраміда \| \| ----------------------- \| ----------------------- \| ----------------------- \| \| Чоловіки \| Вік \| Жінки \| \| 130 \| 85 + \| 616 \| \| 215 \| 80-84 \| 682 \| \| 541 \| 75-79 \| 1420 \| \| 937 \| 70-74 \| 1676 \| \| 866 \| 65-69 \| 1244 \| \| 1461 \| 60-64 \| 2092 \| \| 761 \| 55-59 \| 942 \| \| 1323 \| 50-54 \| 1411 \| \| 1419 \| 45-49 \| 1555 \| \| 1595 \| 40-44 \| 1603 \| \| 1412 \| 35-39 \| 1413 \| \| 1190 \| 30-34 \| 1228 \| \| 1374 \| 25-29 \| 1349 \| \| 1185 \| 20-24 \| 1218 \| \| 1318 \| 15-20 \| 1185 \| \| 1522 \| 10-14 \| 1383 \| \| 1131 \| 5-9 \| 1031 \| \| 863 \| 0-4 \| 744 \| |        |             |       |       |       |       |          |
| Статево-вікова піраміда |        |             |       |       |       |       |          |
| Чоловіки | Вік    | Жінки       |       |       |       |       |          |
| 130 | 85 +   | 616         |       |       |       |       |          |
| 215 | 80-84  | 682         |       |       |       |       |          |
| 541 | 75-79  | 1420        |       |       |       |       |          |
| 937 | 70-74  | 1676        |       |       |       |       |          |
| 866 | 65-69  | 1244        |       |       |       |       |          |
| 1461 | 60-64  | 2092        |       |       |       |       |          |
| 761 | 55-59  | 942         |       |       |       |       |          |
| 1323 | 50-54  | 1411        |       |       |       |       |          |
| 1419 | 45-49  | 1555        |       |       |       |       |          |
| 1595 | 40-44  | 1603        |       |       |       |       |          |
| 1412 | 35-39  | 1413        |       |       |       |       |          |
| 1190 | 30-34  | 1228        |       |       |       |       |          |
| 1374 | 25-29  | 1349        |       |       |       |       |          |
| 1185 | 20-24  | 1218        |       |       |       |       |          |
| 1318 | 15-20  | 1185        |       |       |       |       |          |
| 1522 | 10-14  | 1383        |       |       |       |       |          |
| 1131 | 5-9    | 1031        |       |       |       |       |          |
| 863 | 0-4    | 744         |       |       |       |       |          |

Національний склад населення за даними перепису 2001 року:
| Національність | Кількість осіб | Відсоток |
| -------------- | -------------- | -------- |
| українці       | 35736          | 84,82 %  |
| росіяни        | 5876           | 13,95 %  |
| білоруси       | 181            | 0,43 %   |
| цигани         | 57             | 0,14 %   |
| вірмени        | 24             | 0,06 %   |
| інші           | 260            | 0,62 %   |

Мовний склад населення за даними перепису 2001 року:
| Мова       | Кількість осіб | Відсоток |
| ---------- | -------------- | -------- |
| українська | 36283          | 86,11 %  |
| російська  | 5590           | 13,27 %  |
| білоруська | 73             | 0,17 %   |
| вірменська | 18             | 0,04 %   |
| циганська  | 15             | 0,04 %   |
| інші       | 155            | 0,37 %   |

Етномовний склад населених пунктів району (рідна мова населення) за переписом 2001 р.
|                     | українська | російська | білоруська |
| Тростянецький район | 86,1       | 13,3      | 0,2        |
| м. Тростянець       | 90,7       | 8,5       | 0,2        |
| с. Білка            | 96,8       | 2,9       | 0,2        |
| с. Вишневе          | 90,5       | 7,9       | 1,6        |
| с. Грузьке          | 94,7       | 3,5       | 0,9        |
| с. Микитівка        | 99,4       | 0,3       | 0,3        |
| с. Новоселівка      | 88,4       | 11,6      |            |
| с. Олексине         | 92,6       | 7,2       | 0,2        |
| с. Хвощова          | 97,8       | 2,2       |            |
| с. Боромля          | 95,0       | 4,7       | 0,1        |
| с. Вовків           | 97,8       | 2,2       |            |
| с. Мозкове          | 84,6       | 15,4      |            |
| с. Новгородське     | 95,2       | 4,6       |            |
| с. Пархомівка       | 91,7       | 8,3       |            |
| с. Першотравневе    | 91,5       | 8,5       |            |
| с. Шевченків гай    | 83,3       | 16,7      |            |
| с. Буймер           | 96,4       | 3,6       |            |
| с-ще Виноградне     | 94,4       |           | 3,7        |
| с. Скрягівка        | 97,3       | 2,1       | 0,5        |
| с. Гребениківка     | 93,2       | 6,4       | 0,1        |
| с. Братське         | 96,7       | 3,3       |            |
| с. Градське         | 96,0       | 4,0       |            |
| с. Набережне        | 96,4       | 3,6       |            |
| с. Дернове          | 12,7       | 87,1      |            |
| с. Рябівка          | 65,0       | 35,0      |            |
| с. Жигайлівка       | 95,9       | 3,7       | 0,1        |
| с. Зарічне          | 94,3       | 5,7       |            |
| с. Лучка            | 92,3       | 7,2       | 0,6        |
| с. Кам'янка         | 90,9       | 8,9       | 0,1        |
| с. Кам'янецьке      | 19,7       | 77,1      |            |
| с. Криничне         | 89,2       | 8,3       | 2,2        |
| с-ще Лісне          | 93,5       | 6,5       |            |
| с. Машкове          | 97,5       | 2,5       |            |
| с. Люджа            | 20,0       | 79,6      | 0,2        |
| с. Мартинівка       | 98,5       | 1,5       |            |
| с. Артемо-Растівка  | 99,1       | 0,9       |            |
| с. Золотарівка      | 97,0       | 3,0       |            |
| с. Мащанка          | 97,3       | 2,7       |            |
| с. Ницаха           | 15,6       | 84,1      | 0,2        |
| с. Новоукраїнка     | 94,3       | 5,7       |            |
| с. Печини           | 13,5       | 86,5      |            |
| с. Савелове         | 7,7        | 92,3      |            |
| с. Семереньки       | 92,8       | 7,2       |            |
| с. Поляне           | 19,7       | 80,1      | 0,2        |
| с. Станова          | 95,4       | 4,2       | 0,2        |
|                     |            |           |            |

## Промисловість
У районі розвинуті промислова та сільськогосподарська галузі.
Економічний потенціал району становлять 10 промислових, 15 сільськогосподарських підприємств, 19 фермерських господарств та 3 спеціалізовані будівельні організації.
Промислова продукція району відома в 25 країнах світу. Основними її виробниками є: ЗАТ „Крафт Фудз Україна“», ВАТ «Тростянецький машинобудівний завод», Тростянецький держлісгосп.
У районі працює 119 малих підприємств з чисельністю працівників на них близько 700 чол.

## Соціальна сфера
Соціальну сферу району складають: центральна районна лікарня, 2 сільські дільничні лікарні, 5 сільських дільничних лікарських амбулаторій (в тому числі 4 амбулаторії сімейної медицини), 9 фельдшерсько-акушерських пунктів, 15 фельдшерських пунктів та лінійна поліклініка ст. Смородине; 20 загальноосвітніх шкіл та 11 закладів дошкільної освіти (5 міських та 6 сільських) і 1 навчально-виховний комплекс у с. Печини; 60 клубних і бібліотечних установ, 1 дитяча музична школа, 2 народних музеї та 24 музейні кімнати.

## Політика
25 травня 2014 року відбулися Президентські вибори України. У межах Тростянецького району було створено 36 виборчих дільниць. Явка на виборах складала — 61,70 % (проголосували 17 844 із 28 921 виборців). Найбільшу кількість голосів отримав Петро Порошенко — 51,12 % (9 121 виборців); Юлія Тимошенко — 15,69 % (2 799 виборців), Олег Ляшко — 12,56 % (2 241 виборців), Анатолій Гриценко — 5,62 % (1 002 виборців), Сергій Тігіпко — 3,49 % (623 виборців). Решта кандидатів набрали меншу кількість голосів. Кількість недійсних або зіпсованих бюлетенів — 1,29 %.

## Пам'ятки
- Пам'ятки архітектури
- Пам'ятки історії
- Пам'ятки монументального мистецтва